# محمد البواردي
محمد ماجد البواردي لاعب كرة قدم سعودي ، يلعب في خط الدفاع في نادي الشعيب.

## مسيرةاللاعب
لعب في نادي الدرعية من عام 2016 إلى عام 2018و احترف في نادي كونكينسي الاسباني درجة ثانية 2018-2019و احترف في نادي ألكوركون الاسباني درجة أولى تحت 23 سنة 2019-2020 ولعب بعدها مع نادي البطين ونادي الشعيب.